# Badia (Abtei)
Badia, németül: Abtei, település Olaszországban, Bolzano autonóm megyében. Lakosainak száma 3532 fő (2023. január 1.). Badia Cortina d’Ampezzo, Corvara in Badia, La Valle, San Martino in Badia, Selva di Val Gardena, Livinallongo del Col di Lana és Marebbe községekkel határos.

## Népesség
A település népességének változása:
| Lakosok száma | 3483 | 3491 | 3532 |
|               | 2017 | 2018 | 2023 |